# Dimitri Petratos
Dimitrios Petratos (Sídney, Australia, 10 de noviembre de 1992), más conocido como Dimitri Petratos, es un futbolista grecoaustraliano. Juega como centrocampista en el Mohun Bagan Super Giant de la Superliga de India.
Proviente de una familia futbolista de origen griego; su padre Evangelos, apodado Angelo, jugó como defensa o centrocampista en el Sydney Olympic. Tres de sus cuatro hermanos menores juegan en el Newcastle Jets: Kosta es su compañero de equipo, Panagiota juega en el equipo femenino y Makis milita en la reserva, mientras que Anastasia se desempeña en el Sydney Olympic sub-11.

## Selección nacional
Ha sido internacional con la selección de Australia en 3 ocasiones. Hizo su debut el 24 de marzo de 2018 en un amistoso contra Noruega, que terminó en un marcador de 4-1 a favor de los europeos.
El 2 de junio de 2018, el entrenador Bert van Marwijk lo incluyó en la lista de veintitrés jugadores que disputarían la Copa del Mundo de 2018 en Rusia.

### Participaciones en Copas del Mundo
| Mundial                               | Sede     | Resultado      | Partidos | Goles |
| ------------------------------------- | -------- | -------------- | -------- | ----- |
| Copa Mundial de Fútbol Sub-20 de 2011 | Colombia | Fase de grupos | 3        | 0     |
| Copa Mundial de Fútbol de 2018        | Rusia    | Fase de grupos | 0        | 0     |

### Participaciones en Copas Asiáticas
| Copa                                | Sede       | Resultado        |
| ----------------------------------- | ---------- | ---------------- |
| Campeonato Sub-16 de la AFC de 2008 | Uzbekistán | Cuartos de final |
| Campeonato Sub-19 de la AFC de 2010 | China      | Subcampeón       |

## Clubes
| Club                           | País          | Año       |
| ------------------------------ | ------------- | --------- |
| Penrith Nepean United F. C.    | Australia     | 2009      |
| Sydney F. C.                   | Australia     | 2010-2012 |
| Sydney Olympic F. C. (cedido)  | Australia     | 2010      |
| Kelantan FA                    | Malasia       | 2012-2013 |
| Brisbane Roar F. C.            | Australia     | 2013-2017 |
| Ulsan Hyundai F. C.            | Corea del Sur | 2017      |
| Newcastle Jets F. C.           | Australia     | 2017-2020 |
| Al-Wehda                       | Arabia Saudí  | 2020-2021 |
| Western Sydney Wanderers F. C. | Australia     | 2021-2022 |
| ATK Mohun Bagan F. C.          | India         | 2022-     |

## Palmarés

### Títulos nacionales
| Título   | Club                | País      | Año  |
| -------- | ------------------- | --------- | ---- |
| A-League | Brisbane Roar F. C. | Australia | 2014 |

### Títulos internacionales
| Título                      | Selección        | Sede    | Año  |
| --------------------------- | ---------------- | ------- | ---- |
| Campeonato Sub-19 de la AFF | Australia sub-19 | Vietnam | 2010 |

### Distinciones individuales
| Distinción                                          | Año  |
| --------------------------------------------------- | ---- |
| Mejor jugador joven de la A-League del mes de enero | 2014 |
| Mejor jugador joven de la A-League del mes de enero | 2016 |